# Медаль «Для воспитательного дома»
Медаль «Для воспитательного дома» — награда Российской империи, учреждённая Екатериной II в 1763 году в честь открытия Императорского воспитательного дома. Золотые медали вручались лицам, оказавшим содействие в строительстве воспитательного дома. Серебряные медали вручались обслуживающему персоналу. Медаль имела диаметр 40 мм, предназначалась для настольного хранения. На медали изображены Екатерина II, здание воспитательного дома с двумя женскими фигурами. Медаль имела надписи: «Б. М. ЕКАТЕРИНА И. ИМПЕРАТ. И САМОДЕРЖ. ВСЕРОСС», «И ВЫ ЖИВИ БУДЕТЕ», «СЕНТЯБРЬ 1 ДНЯ = 1763 года».